# Іщенко Іван Архипович
Іван Архипович Іщенко (нар. 1904, селище Драбів, тепер Черкаської області — ?) — український радянський партійний діяч, секретар Львівського обласного комітету КП(б)У, 1-й заступник завідувача сільськогосподарського відділу ЦК КП(б)У.

## Біографія
Народився в багатодітній бідній селянській родині. З дитячих років наймитував, з 1917 по 1921 рік працював поденним робітником на бурякових плантаціях. У 1921 році вступив до комсомолу.
У 1921—1925 роках — робітник млина, водночас працював головою завкому профспілки млина і секретарем комсомольської організації.
З 1925 року — член правління і відповідальний секретар Прилуцької окружної спілки харчовиків.
Член ВКП(б) з 1925 року.
У 1928—1929 роках — на відповідальній роботі в Прилуцькому окружному фінансовому відділі. У 1929—1930 роках — інспектор Державного банку СРСР у Прилуках. У 1930—1931 роках — керуючий Прилуцької філії Сільськогосподарського банку СРСР.
У 1931—1936 роках — студент Одеського механіко-технологічного інституту імені Сталіна.
У 1936—1937 роках — секретар партійної організації Одеського механіко-технологічного інституту імені Сталіна.
У липні 1937 — березні 1938 року — інструктор Одеського обласного комітету КП(б)У.
У 1938—1939 роках — завідувач відділу преси Одеського обласного комітету КП(б)У; відповідальний редактор одеської обласної газети «Большевистское знамя».
У 1939—1940 роках — в.о. відповідального редактора одеської обласної газети «Чорноморська комуна».
З 1941 року — в Червоній армії на політичній роботі, учасник німецько-радянської війни. Служив інструктором політичного відділу 4-ї гвардійської стрілецької дивізії.
На 1946 — вересень 1947 року — завідувач сільськогосподарського відділу Одеського обласного комітету КП(б)У.
У вересні (затв.) 1947 — січні 1949 року — 1-й заступник завідувача сільськогосподарського відділу ЦК КП(б)У.
З 11 січня 1949 по 29 вересня 1950 року — секретар Львівського обласного комітету КП(б)У з кадрів.
Подальша доля невідома.
На 1985 рік — пенсіонер у місті Києві.

## Звання
- старший політрук
- капітан

## Нагороди
- орден Трудового Червоного Прапора (23.01.1948)
- орден Вітчизняної війни І ст. (6.04.1985)
- орден Червоної Зірки (21.02.1945)
- ордени
- медаль «За перемогу над Німеччиною у Великій Вітчизняній війні 1941—1945 рр.» (29.09.1945)
- медалі